# Mycetosoritis hartmanni
Mycetosoritis hartmanni (лат.) — вид муравьёв-грибководов трибы Attini из подсемейства Myrmicinae. Встречаются в Северной и Центральной Америке.

## Этимология
Вид был назван в честь биолога Карла Готфрида Хартмана. Видовое название иногда пишут как M. hartmani (с одной «n»), но таксономически правильное написание — M. hartmanni (с двумя «nn»), поскольку именно такое написание встречается в названии и в описании вида, впервые приведенном Уильямом Уилером в его оригинальном описании «Atta (Mycetosoritis) hartmanni subgen. et sp. nov.» (стр. 714—717 и 761—765 в). Однако, такое написание Уилера «hartmanni» было ошибкой, поскольку он посвятил этот вид «моему бывшему ученику г-ну К. Г. Хартману» («my former pupil Mr. C. G. Hartmann», стр. 716 в), фамилия которого на самом деле была «Хартман», то есть эмбриологу и специалисту по биологии развития Карлу Готфриду Хартману (Carl Gottfried Hartman). Хартман помогал Уилеру в 1903 году в качестве студента магистратуры, в том числе в полевых работах, которые привели к первому открытию муравейников Mycetosoritis. Ошибка в написании «Хартман» была единичной, поскольку позже Уилер посвятил Карлу Хартману другой вид муравьев, используя правильное написание фамилии (Gnamptogenys hartmani). Однако, учитывая первоначальное написание Уилера и отсутствие официальной номенклатурной коррекции, таксономически правильным написанием в настоящее время является M. hartmanni в соответствии с правилами Международного кодекса зоологической номенклатуры.

## Описание
Мелкие муравьи (длина 3—4 мм) коричневого цвета. Усики 11-члениковые с булавой из трёх сегментов (у рабочих, самок). Промезонотум возвышается над проподеумом. Проподеум с двумя зубцами. Стебелёк между грудкой и брюшком состоит из двух члеников: петиоля и постпетиоля (последний чётко отделён от брюшка), жало развито, куколки голые (без кокона). Характерны своим тесным симбиозом с грибами, выращиваемыми в муравейниках. Колонии моногинные, в них обычно менее 100 рабочих (в среднем 47,6, максимум 148 рабочих) и одна матка. Гнезда всегда находятся в песке и имеют однообразную архитектуру, состоящую из 1—3 подземных садовых камер, расположенных вдоль вертикального туннеля, причем самые глубокие садовые камеры находятся на глубине 50—70 см.
- Самец
- Голова самца
- Голова рабочего
- Рабочий сверху

## Распространение
Таксон характерен исключительно для Нового Света и встречаются в Северной и Центральной Америке. Ообнаруженны в таких странах как США (Луизиана, Техас), Мексика и Гватемала.

## Классификация
Вид был впервые описан в 1907 году в составе рода Atta под первоначальным названием Atta (Mycetosoritis) hartmanni Wheeler, W.M., 1907. В 1913 году в связи с переносом подрода Mycetosoritis включён в состав рода Cyphomyrmex, а в 1950 перенесён в получивший самостоятельный родовой статус таксон Mycetosoritis и тогда же получил современное именование.